# I racconti dello zio Tom
I racconti dello zio Tom (Song of the South) è un lungometraggio in tecnica mista del 1946 diretto dal tandem Harve Foster e Wilfred Jackson e prodotto dalla Walt Disney, trasposizione cinematografica dei classici della favolistica statunitense Le storie dello zio Remo (Uncle Remus Stories) del giornalista abolizionista Joel Chandler Harris. Sebbene in Italia il nome del personaggio sia stato erroneamente tradotto in "Zio Tom", come l'omonimo protagonista del celebre libro e racconto La capanna dello zio Tom, quest'ultimo non ha niente a che vedere con il protagonista del film e della serie di racconti folkloristici da cui è tratto, Uncle Remus, compresi i rispettivi periodi di ambientazione e storie personali dei due.

## Trama
L'ambientazione è costituita dagli Stati Uniti d'America dopo l'abolizione della schiavitù, nell'era della ricostruzione.
Lo zio Tom (nella versione originale Uncle Remus) è un anziano lavoratore cantastorie afroamericano di una piantagione del Profondo Sud, un uomo allegro e gioviale che trascorre il suo tempo intrattenendo i marmocchi di campagna coi suoi racconti sulle audaci e spassose peripezie dell'impertinente Fratel Coniglietto contro il malizioso Comare Volpe e l'ottuso Compare Orso.
Giungono alla piantagione il signor John e la moglie Sally, il figlioletto Johnny e la domestica Tempy. Il signor John è un giornalista di Atlanta, un uomo dalle idee progressiste che ha deciso di allontanare la famiglia dal clima incandescente della capitale georgiana, innescato dalla campagna pro-industriale del suo giornale. La signora Sally è scossa dalla separazione dal signor John ma ancor di più lo è il piccolo Johnny che non vuole che il padre vada via. Quella stessa notte, Johnny scappa dalla villa della nonna per raggiungere il padre ad Atlanta.
Percorrendo furtivo la piantagione, Johnny scorge una comitiva di bambini radunati attorno al focolare che ascoltano incantati i racconti del vecchio e allegro zio Tom. Johnny non può fare a meno di fermarsi, acquattarsi dietro un albero e ascoltare i racconti dell'anziano cantastorie tanto decantato dai suoi genitori e dalla zia Tempy. Ma la faccenda non dura molto. Dalla villa si sono accorti della scomparsa di Johnny e la zia Tempy e le altre domestiche setacciano la piantagione. Johnny scappa nella boscaglia non appena sopraggiunge la zia Tempy. Alle domande della domestica, lo zio Tom risponde che non c'è da preoccuparsi perché Johnny si trova con lui. Ma la zia Tempy non gli crede e continua a cercarlo.
Mentre raccontava la favola di Fratel Coniglietto e Comare Volpe, lo zio Tom aveva adocchiato Johnny dietro l'albero. Liquidata la zia Tempy, l'anziano cantastorie insegue Johnny attraverso la boscaglia. Lo scova perduto, sconsolato e indeciso sulla strada per Atlanta. Il sagace zio Tom riesce a convincerlo a fare una capatina nella sua capanna per fare provviste di pannocchie e di frittelle di granoturco per il lungo viaggio. I due fortunatamente si conoscono, e alla capanna, l'affabile zio Tom narra a Johnny una storia di Fratel Coniglietto che si mette sempre attenzione dai nemici, una storia simile alla peripezia che sta compiendo il bambino e che lo persuade a tornare a casa dalla mamma e dalla nonna, anche perché sentendo quel racconto il bambino ora vuole riuscire a trovare Fratel Coniglietto e l'uomo gli fa notare come sarebbe impossibile trovare Fratel Coniglietto andandosene lontano. Poco dopo il bambino e il cantastorie tornano alla villa della piantagione, mano nella mano.
Johnny stringe anche amicizia con Toby, un bambino che vive nella piantagione, e con Ginny, una bambina che vive in una fattoria vicina con due fratelli teppisti. I racconti dello zio Tom, però, catturano talmente tanto la mente dei bambini da indurre la madre di Johnny a chiedere al cantastorie di non raccontarne più. Il bambino continua comunque a vivere la sua vita all'interno della piantagione con i suoi nuovi amici, venendo messo particolarmente in guardia da Toby su un recinto dove è presente un pericolosissimo toro. Un giorno la madre di Johnny riceve degli ospiti di riguardo e Johnny ottiene dalla madre il permesso di invitare Ginny alla festa.
I due fratelli della bambina, però, rosi dall'invidia, inseguono i due e rovinano il vestito alla sorella: ne scaturisce una rissa che viene sedata dall'arrivo di zio Tom che scaccia i due bulli e, vedendo i bambini visibilmente scossi, narra loro un racconto per tirarli su di morale. Tuttavia questo racconto fa perdere la festa ai bambini e la madre di Johnny, venuta a sapere che il ritardo dei due bambini è stato causato proprio da quei racconti che lei aveva chiesto di evitare, intima all'anziano cantastorie di stare lontano dal figlio, costringendolo di fatto ad abbandonare la sua capanna.
Nel frattempo il padre di Ginny, da tempo via per lavoro, fa ritorno a casa. Johnny, seppur contento per l'amica, è un po' triste per sé: con il ritorno del padre la bambina avrà meno tempo per stare insieme a lui. Si reca dunque dallo zio Tom, per dirgli che la capanna dell'uomo è per lui il "trastullio là", ossia un luogo segreto, diverso per ognuno, dove, secondo uno dei racconti di zio Tom, la gente si reca per ridere in spensieratezza. Purtroppo però, l'uomo ha già lasciato la capanna per andare ad Atlanta. Il bambino, disperato, riesce a malapena a notare l'uomo mentre sale su un carro che lo porterà via. Si mette ad inseguirlo, ma per farlo entra nel recinto del toro, il quale lo insegue incornandolo. Venuti a sapere dell'incidente del bambino, fanno ritorno alla piantagione sia il padre di Johnny che lo zio Tom. Al suo capezzale, però, il bambino chiama a gran voce proprio l'anziano cantastorie e la nonna del bambino decide di farlo entrare nella stanza. Il suo racconto ha un effetto terapeutico sul bambino, che riesce così a riprendersi, riuscendo ad ottenere dai genitori la promessa che non si separeranno più.
Mentre Johnny, Toby e Ginny stanno giocando con il cane di Ginny (che viene ritornato dallo stesso Johnny), i tre ragazzini vengono salutati da Fratel Coniglietto, nell'incredulità dell'uomo: il bambino ha finalmente esaudito il desiderio di trovare Fratel Coniglietto, così tutti insieme cominciano ad andare in una nuova avventura animata per tutta la vita.

## Distribuzione
Il film, dopo l'anteprima nelle sale di Atlanta, Georgia avvenuta il 12 novembre 1946, è uscito nelle sale cinematografiche statunitensi il 30 gennaio 1947. In Italia, invece, è uscito il 23 marzo 1950.

### Edizioni home video in Italia
Il film uscì in VHS per la prima volta a noleggio nel gennaio 1984 e nel maggio 1985, e successivamente fu distribuito per la vendita nel maggio 1989, nel settembre 1991 e nell'agosto 1997. Tutte le edizioni VHS presentano il ridoppiaggio del 1973.
A causa del ritiro del film in seguito alle polemiche di revisionismo circa l'immagine resa della schiavitù degli afroamericani, non è seguita alcuna edizione in DVD o Blu-Ray fino al 2024, quando il film fu pubblicato per la prima volta in Italia in DVD e Blu-Ray dalla Sinister Film.

## Accoglienza
Il lungometraggio è la seconda produzione cinematografica nella quale fu premiato con l'Oscar un attore afroamericano, James Baskett, preceduto solo sette anni prima, nel 1939, dall'attrice e cantante Hattie McDaniel, vincitrice dell'Oscar come migliore attrice non protagonista per la sua interpretazione nel lungometraggio statunitense Via col vento (e che nel metraggio affianca James Baskett nel ruolo di zia Tempy, il che fa de I racconti dello zio Tom l'unica produzione cinematografica in cui recitarono insieme i due primi Premi Oscar afroamericani). La rivista Time definì il film "Disney di prim'ordine". Nel 2003 l'Online Film Critics Society ha classificato il film come 67º più grande film d'animazione di tutti i tempi.

### Accuse di revisionismo
Il film fu tacciato di revisionismo da alcuni comitati civili antisegregazionisti (come la NAACP, National Association for the Advancement of Colored People), in quanto lo stato di vita degli schiavi e i loro rapporti con i padroni della piantagione (in realtà la storia è ambientata dopo la schiavitù e la guerra di secessione americana) rispecchiava le falsità narrate dalla cosiddetta "letteratura anti-Tom", ossia i racconti scritti dai narratori degli Stati Confederati d'America per ribattere i temi e la visione delle piantagioni del profondo Sud riportate nel romanzo del 1852 La capanna dello zio Tom dell'abolizionista Harriet Beecher Stowe.
Walt Disney lottò contro le accuse mosse dalla NAACP e si prodigò perché venisse consegnato il premio Oscar a Baskett (opponendosi anche alla segregazione razziale che impedì a Baskett, Nick Stewart, Hattie McDaniel, Johnny Lee e il resto del cast nero di presenziare alla première ad Atlanta), nonostante i numerosi detrattori del film. Baskett morì pochi mesi dopo aver ritirato l'Oscar onorario, ricevuto anche grazie alla campagna lanciata e sostenuta da Disney, il quale per questo ebbe  i ringraziamenti dalla vedova di Baskett, grata a Disney per l'amicizia e il supporto dimostrato al marito fino alla fine.
Fra i più noti sostenitori della pellicola, che considerano il film molto più avanti e progressista per il suo tempo per quanto riguarda i rapporti interrazziali (come quando Uncle Remus e Johnny si tengono per mano), vi sono anche afroamericani, fra cui Floyd Norman, Whoopi Goldberg, Martha e Valarie Stewart (rispettivamente figlia e nipote di Nick Stewart), Elva Green, Clarence Page e Herman Hill, anche l'Uncle Remus Museum in Georgia. Anche gli attori James Baskett e Hattie McDaniel sostennero fortemente il film in un'intervista a The Criterion del 1947, accusando i detrattori del film di ipocrisia e di voler creare divisione.

## Edizione italiana
Il doppiaggio originale del film, diretto da Mario Almirante su dialoghi di Roberto De Leonardis, venne eseguito negli stabilimenti Fono Roma con la collaborazione della C.D.C. e con la direzione musicale di Alberto Brandi. 
Nel 1973, in occasione della riedizione cinematografica in Italia, fu eseguito un ridoppiaggio dalla C.D. presso la International Recording sotto la direzione di Giulio Panicali e basato sui dialoghi del primo doppiaggio: in entrambe le edizioni ha partecipato Lydia Simoneschi (la quale ha doppiato nel 1950 Sally interpretata da Ruth Warrick, e nel 1973 la nonna interpretata da Lucile Watson); e tra i personaggi principali, sempre in entrambe le edizioni, solo quello di zia Tempy ha mantenuto la voce di Maria Saccenti.

## Riconoscimenti
- 1948 - Premio Oscar
  - Miglior canzone (Zip-a-Dee-Doo-Dah) a Allie Wrubel e Ray Gilbert
  - Candidatura alla Miglior colonna sonora a Daniele Amfitheatrof, Paul J. Smith e Charles Wolcott
  - Oscar onorario a James Baskett

## Altri media

### Fumetti
Il patrimonio artistico de I racconti dello zio Tom godette di una buona fama nelle testate fumettistiche della Walt Disney. Quasi in contemporanea con il film, la Disney produsse delle tavole domenicali di Fratel Coniglietto, fumetti a puntate che venivano pubblicati ogni domenica sui quotidiani americani al ritmo di una tavola alla settimana. Queste tavole erano inizialmente disegnate da Paul Murry, celebre disegnatore Disney in seguito specializzatosi a disegnare storie di Topolino. Le tavole domenicali di Fratel Coniglietto, iniziate il 14 ottobre 1945, proseguirono fino al 31 dicembre 1972: le prime tre storie a continuazione erano degli adattamenti delle sequenze animate del lungometraggio, mentre le successive erano completamente originali. A partire dal 20 febbraio 1949 le tavole domenicali del personaggio divennero autoconclusive. Nel 1946 apparvero le prime storie prodotte appositamente per i comic books in numeri di Four Color Comics intitolati a Fratel Coniglietto ("Br'er Rabbit") editi dalla Western Publishing. Successivamente il personaggio divenne una presenza ricorrente nelle storie Disney di produzione danese e olandese.
Nell'aprile 1949, sul primo numero di Topolino (la testata ammiraglia dell'editoria italiana Disney) fu pubblicata la storia Fratel Coniglietto e l'Arcobaleno d'Oro (sceneggiature di George Stallings, matite di Dick Moores). In Italia, le avventure di Fratel Coniglietto (spesso intitolate Storie dello Zio Remo) furono pubblicate per diversi decenni, ma si trattava di storie di produzione estera. Fratel Coniglietto compare, in un ruolo secondario, in sole due storie di produzione italiana, L'inferno di Topolino (1949) e Il Lupo Mannaro e l'orgoglio della contea (1956), oltre all'apparizione cameo nella storia celebrativa dei 1000 numeri di "Topolino" Il mio e il vostro successo (1975). Verso i tardi anni novanta, a seguito del progresso artistico e tecnologico che caratterizzò il mondo culturale (soprattutto italiano), la vecchia linea editoriale del Topolino mutò radicalmente. La testata sospese le pubblicazioni dei personaggi Disney Bambi, Ezechiele Lupo e Fratel Coniglietto, dirottati definitivamente sul Mega 2000/Mega 3000/Mega, e concentrò l'intero sforzo artistico sui personaggi di Topolinia (Topolino, Minni, Pippo, Pietro Gambadilegno, ecc.) e di Paperopoli (Paperino, Paperina, Zio Paperone, Qui, Quo e Qua, ecc.).
A partire dal 2021 tutti i personaggi comparsi nel film I racconti dello zio Tom sono stati banditi dalla Disney a causa della natura controversa del suddetto lungometraggio. Il loro utilizzo è stato proibito in tutte le storie, comprese quelle degli altri personaggi Disney come Ezechiele Lupo (dove compariva spesso Compare Orso). Il bando si estende anche alle ristampe: una storia di Carl Barks con protagonista Nonna Papera, The Flying Farm Hand, è stata omessa dalla ristampa del volume 21 della The Complete Carl Barks Disney Library per via della presenza di Comare Volpe (la storia era presente nella prima edizione datata 2019).

### Cinema e TV
- Chi ha incastrato Roger Rabbit (Compare Orso, personaggi animati minori e il pupazzo di pece)
- House of Mouse - Il Topoclub (i personaggi animati principali e il pupazzo di pece)
- Il re leone 3 - Hakuna Matata (Compare Orso)
- Bonkers - Gatto combinaguai (Compare Orso)